# 複合遺跡

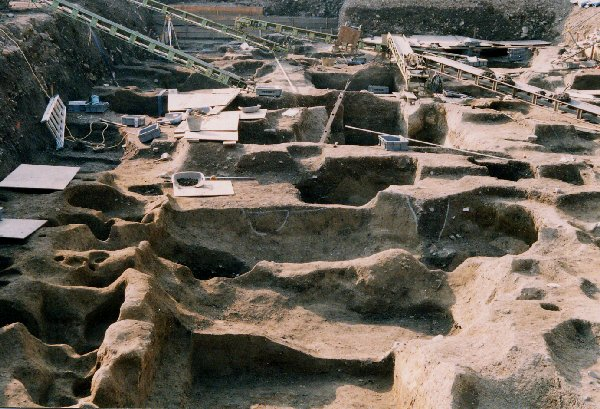
京都市内の発掘調査
----
江戸時代の遺物包含層の下に安土桃山時代の盛土層、さらにその下に室町・平安・古墳・弥生時代など各時代の包含層と遺構面がつづく。

複合遺跡（ふくごういせき）とは、同一範囲内の地中に、複数の時期・時代にまたがる複数種類の遺構が、層位を異にして重層的に存在している状態を表す考古学用語。またそのような遺跡のことである。これに対し、単一の時代・種類の遺構で構成される遺跡を「単純遺跡」という。

## 概要
通常土地は、経年による土壌や砂礫の堆積作用により、性質の異なる土層が幾重にも層をなして積み重なっている。それらは通常、地層累重の法則に従い、下に行くほど年代が古く、上に行くほど新しい。
このような中で、各時代を通じて同一の土地で人類の活動（集落の形成、墳墓の築造、水田・畑の耕作、陶磁器窯の操業、築城など）が繰り返された場合、それらによって土地に掘り込まれた種々の遺構（竪穴建物や溝、土坑、ピットなど）は、先に形成された下層の遺構（＝古い時代の遺構）を後から形成された上層の遺構（＝新しい時代の遺構）が壊したり、部分的に重複したりしながら（これを切り合い関係という）、遺構面（遺構検出面）を徐々に高くしつつ重層的に形成されていく。
例として、静岡県浜松市伊場所在の伊場遺跡は、飛鳥時代から平安時代の官衙遺跡（敷知郡衙跡）として知られるが、下層には古墳時代の集落、さらにその下には弥生時代後期の環壕集落が形成されている。その周囲にも駅家、湊、城郭などの複数の遺跡群が存在するため「伊場遺跡群」とも呼ばれる。
なお「遺跡群」という概念は、個々の遺跡の密集した範囲を「群」として一括して捉えるもので（群集遺跡とも言う）、古墳群や横穴墓群、窯跡群などのように遺跡そのものの集合性に基づく場合や、ある地域内で年代や文化圏、遺跡の性格などが共通する複数の遺跡を便宜的にグループ化して「○○遺跡群」と名付けた場合（例:伊場遺跡群）など、様々な理由で用いられ、複合遺跡と同一の概念ではないが、複合遺跡にたいして使われている場合も存在する。
同県静岡市中心街にある今川氏・徳川氏の居城駿府城は、「城館跡」の種別で「駿府城跡」という単一の遺跡名称を与えられてはいるが、現静岡市立葵小学校（旧・市立城内小学校）周辺では城関係遺構のある面より下位に、竪穴建物20棟以上が検出された弥生時代の集落遺跡が広がっている。また、城域南東部三ノ丸付近（現静岡市立城内中学校周辺）では、8世紀から12世紀代にかけての遺構や遺物がまとまって検出されており、所在地がいまだ確定していない古代駿河国府跡である可能性も高まっている。これらは駿府城跡と完全に重複しているが、「集落」「官衙」の種別をもつ「駿府城内遺跡」と呼ばれている。従って駿府城だけをとれば、城跡という単純遺跡に見えるが、下層の「城内遺跡」部分をも含めれば、駿府城も複合遺跡と言える。
このように、時代や種類が違っても同一エリアに長期間に様々な遺跡が作られ続ける原因としては、その場所が人類の活動や活動目的によく適合した立地・環境（扇状地、沖積地内の自然堤防、舌状台地、丘陵、段丘面など）を備えていることに由来することが多い。
伊場遺跡の場合、環濠集落や官衙跡は遠州灘に面してよく発達した浜堤上に立地し、沖積地の中でも周囲より土地が高く安定しており、かつ官衙の物資輸送に不可欠な港や官道に近いという利点がある。駿府城（城内遺跡）のある静岡平野も、安倍川が形成した広大な扇状地からなっており、駿府城付近は扇頂部にあたり最も安定した地形であるため、弥生時代以来多くの人々が活動できたとされている。
斎藤忠は「近年は、この種のものの事例が多く、調査などに苦心されている」と述べているが、日本にある遺跡は、多くの場合複数の時代にまたがる年代幅を持っており、またその中に複数種類の遺構を伴うことから、単純遺跡と呼べるものは実は少なく、大半が複合遺跡と言えるのである。